# フアン・ホセ・ノゲス
フアン・ホセ・ノゲス・ポルタラティン（Juan José Nogués Portalatín、1909年3月28日 - 1998年7月2日）は、スペイン・アラゴン州ボルハ出身の元同国代表サッカー選手、元サッカー指導者。ポジションはGK。

## 経歴
1928年にサラゴサCDでキャリアをスタートさせ、1930年にFCバルセロナへと移籍すると、スペイン内戦で一時リーグ戦が中断されたものの、現役引退まで同クラブに在籍し続けた。
スペイン代表として1934 FIFAワールドカップに参加し、ベスト8のイタリア代表との再試合で同代表デビューを果たしたが、これ以降代表での出場機会はなかった。
また、指導者としても活躍し、主にFCバルセロナやスポルティング・デ・ヒホンを率いた。

## タイトル

### クラブ
FCバルセロナ
- カタルーニャサッカー選手権 : 5回 (1930, 1931, 1932, 1935, 1936)

### 監督
- CFバルセロナ
- コパ・デル・レイ : 1回 (1942)